# Reformas de la ortografía portuguesa
Este artículo trata sobre las reformas ortográficas del idioma portugués. 

## Antecedentes históricos
El portugués comenzó a usarse regularmente en documentos y poesía alrededor del siglo XII. En 1290, el rey Dionisio creó la primera universidad portuguesa en Lisboa (luego se mudó a Coímbra) y decretó que el portugués, en ese entonces llamado simplemente el "idioma común", se usaría en adelante en lugar del latín, y se denominó "idioma portugués". En 1296, fue adoptado por la Real Cancillería y comenzó a usarse para escribir leyes y notarios. 
La ortografía medieval del portugués no era uniforme, ya que no tenía un estándar oficial, pero la mayoría de los autores usaban una ortografía esencialmente fonémica, con concesiones menores a la etimología común en otras lenguas romances, como el uso de c para /ts/ antes de e o i, pero ç de lo contrario, o el uso de ss para /s/ entre vocales, pero s de lo contrario. El rey Dionisio, admirador de la poesía occitana y poeta, popularizó los dígrafos occitanos nh y lh para las consonantes palatales /ɲ/ y /ʎ/, que hasta entonces se habían escrito con varios dígrafos, incluidos nn y ll, como en español. 
Durante el Renacimiento, el aprecio por la cultura clásica llevó a muchos autores a imitar el latín y el griego antiguo (romanizado), llenando las palabras con una profusión de letras mudas y otros grafemas etimológicos, como ch (pronunciado como c/qu), ph (pronunciado como f), rh, th, y (pronunciado como i), cc, pp, tt, mn (pronunciado como n ), sce, sci (pronunciado como ce, ci), bt, pt, mpt (pronunciado como t), y muchas más; todavía se encuentran hoy en las ortografías del francés y del inglés. 
Contrariamente a idiomas vecinos como el español o el francés, cuyas ortografías fueron establecidas por academias de idiomas en los siglo XVII (francés) y XVIII (español), el portugués no tenía ortografía oficial hasta principios del siglo XX; los autores escribían como querían.

## Estandarización ortográfica
En 1911, la recién formada República Portuguesa, preocupada por mejorar la alfabetización de sus ciudadanos, encargó a una comisión de filólogos la definición de una ortografía estándar para el portugués. El resultado fue lo que se conoce en Portugal como la reforma ortográfica de Gonçalves Viana. El nuevo estándar se hizo oficial en Portugal y sus territorios de ultramar en ese momento, que hoy son las naciones independientes de Angola, Cabo Verde, Guinea-Bissau, Mozambique, Santo Tomé y Príncipe y Timor Oriental, así como la RAE china de Macao, el estado indio de Goa y los territorios de Daman y Diu y Dadra y Nagar Haveli. En 1938, Brasil estableció una ortografía propia, con los mismos principios generales que la ortografía portuguesa, pero no del todo idéntica. 

### Principios básicos
Los autores de la primera reforma ortográfica del portugués, imbuidos de las ideas modernas de la fonología, rechazaron la ortografía etimológica actual en los siglos anteriores, prefiriendo una ortografía más fonética, como las del español y el italiano. Por otro lado, considerando que el período de la poesía trovadoriana gallegoportuguesa había sido una época dorada de la literatura portuguesa, su objetivo era mantener la nueva ortografía lo más cerca posible de la ortografía medieval, a pesar de algunos cambios fonéticos que el idioma había tenido. experimentado. El estándar ortográfico resultante fue esencialmente un compromiso entre estos intentos, por un lado, y las tradiciones comunes, por el otro: en algunos casos, las convenciones de ortografía que iban en contra de la etimología pero que se habían convertido en algo habitual se hicieron oficiales. 
Por lo tanto, la reforma mantuvo algunas distinciones grafemicas para los rasgos fonológicos que no estaban presentes en todos los dialectos, pero que todavía están presentes en al menos algunas áreas: entre la z y la s intervocálica (/dz/ y /z/ en el portugués medieval, pero ahora reducido a /z/ en la mayoría de los dialectos), entre c/ç y s(s) (/ts/ y /s/ en portugués medieval, pero ahora reducido a /s/ en la mayoría de los dialectos), y entre ch y x (originalmente /tʃ/ y /ʃ/, ahora solo /ʃ/ en la mayoría de los dialectos, aunque la distinción aún se conserva en algunos). Las vocales e y o átonas también se conservaron para la homogeneidad y etimología de la familia de palabras cuando se pronunciaron como i o u, respectivamente, y el dígrafo ou se diferenciaba de o, a pesar de que muchos hablantes ahora pronunciaban ambos como /o/. Estas distinciones tienen paralelos cercanos en las ortografías de otras lenguas de Europa occidental. 
Dado que el énfasis de las palabras puede ser distintivo en portugués, el acento agudo se usó para marcar la vocal estresada cuando no estaba en la posición habitual, más o menos como en las ortografías del español y el catalán. Por ejemplo, el verbo critica "critica" no tiene ninguna marca de acento, ya que se hizo hincapié en la sílaba antes de que el último de ellos, como la mayoría de las palabras que terminan en -a, pero el sustantivo crítica "crítica" requiere un acento, ya que es esdrújula. 
Dado que la altura de las vocales a, e y o también es distintiva en las sílabas acentuadas (véase fonología del portugués), las vocales acentuadas se marcaron con un acento circunflejo, â, ê, ô, para diferenciarse de las vocales acentuadas escritas á, é, ó. La elección del agudo para las vocales bajas y el circunflejo para las vocales altas iba en contra de las convenciones de otras lenguas romances como el francés o el italiano, pero ya era común en el portugués antes del siglo XX. (En muchas palabras, el portugués ê y ô corresponden a las vocales largas latinas ē, ō.) 
Las vocales y diptongos nasales generalmente aparecen antes de los consonantes ortográficas nasales n o m, en cuyo caso no necesitan ser identificados con signos diacríticos, pero la virgulilla era colocado en la nariz una y nasales o cuando ocurrieron antes de que otra carta, o en el Fin de una palabra. Aunque la vocal u también puede ser nasal antes que otras vocales, esto sucede en tan pocas palabras ( mui, muito, muita, muitos, muitas ) que no se consideró necesario marcar su nasalidad. 
El acento agudo también se usó para marcar la segunda vocal de un hiato en una sílaba estresada, donde normalmente se esperaría un diptongo, distinguiendo por ejemplo conclui "concluye" de concluí "concluí", saia "que se va" de saía "se utiliza para dejar", o fluido "fluido" de fluído "fluía". 
Inicialmente, el sistema ortográfico, tanto en Brasil como en Portugal, determinó el uso de signos diacríticos en los casos en que dos palabras serían homogéneas pero no homófonas, como acôrdo, "acuerdo", distinguiéndolo de acórdo, "me despierto". Este principio fue abandonado en todos menos una docena de casos en 1945 en Portugal y en 1973 en Brasil. (En la mayoría de los casos, los homógrafos eran diferentes partes del discurso, lo que significa que el contexto era suficiente para distinguirlos). 
La ortografía establecida por la reforma de 1911 es esencialmente la que aún se usa hoy en día en ambos lados del Atlántico, con solo pequeños ajustes en las vocales, consonantes y dígrafos. Desde entonces, las únicas diferencias significativas restantes entre los dos estándares, y solo los cambios sustanciales que se abordaron en la reforma ortográfica de 1990, fueron el uso de diacríticos y consonantes silenciosas. 

## Ortografía portuguesa versus ortografía brasileña
Brasil nunca fue consultado sobre la reforma ortográfica de 1911, por lo que no la adoptó. En las décadas siguientes, se celebraron negociaciones entre representantes de Brasil y Portugal, con la intención de acordar una ortografía uniforme para los portugueses, pero el progreso fue lento. En 1931, Portugal y Brasil finalmente firmaron un acuerdo ortográfico, en base al cual Brasil estableció su propia ortografía oficial, en 1943. 
Poco después, sin embargo, se hizo evidente que había diferencias entre la ortografía que se usaba en los dos países. Aunque ambos se basaban en los mismos principios generales, las diferencias fonéticas entre el portugués europeo y el portugués brasileño habían dado lugar a ortografías divergentes en algunos casos. Se hicieron varios intentos en el resto del siglo XX para acercar las dos ortografías entre sí, a veces con un éxito modesto, otras veces sin éxito. Hasta el día de hoy, no coinciden completamente. 

### Problemas con la ortografía original.
A pesar de sus rastros de etimología, la ortografía de 1911 pretendía ser fonética en el sentido de que, dada la ortografía de una palabra, no habría ambigüedad sobre su pronunciación. Por esa razón, tenía ciertas características que luego produjeron inconsistencias entre las ortografías europea y brasileña. 
En las sílabas átonas, los hiatos se distinguían originalmente de los diptongos con una diéresis. Por ejemplo, escribir saüdade, traïdor, constituïção, para que se pronunciaran sa-udade, tra-idor, constitu-ição. Pero la pronunciación de estas palabras no es uniforme. Muchos hablantes dicen sau-dade y trai -dor, especialmente en el habla rápida. Además, no hay pares mínimos que distingan un hiato de un diptongo que cae en sílabas átonas. Por esta razón, marcar hiatos átonos llegó a ser visto como innecesario, y esas diéresis fueron finalmente abolidas. 
La diéresis también se usaba en las palabras donde la letra u es pronunciada excepcionalmente en los dígrafos gue, gui, que, qui, en lugar de ser muda como de costumbre; por ejemplo agüentar, sagüim, fréqüente, eqüidade. Sin embargo, hay una variación regional, por ejemplo, la u en qüestão se pronuncia en algunos acentos de portugués brasileño, pero no en el portugués europeo, donde se escribe questão. Aunque el número de palabras con pronunciaciones tan divergentes es pequeño, se han visto como un obstáculo para la unificación ortográfica del idioma. 
Las vocales átonas suelen ser cerradas, pero hay excepciones, incluidos algunos pares de homógrafos en el portugués europeo que varían solo en tener una vocal abierta o cerrada en una sílaba átona. Para distinguir estos, el acento grave se colocaba primero en las vocales abiertas átonas: cf. pregar "clavar", donde la e se pronuncia /ɨ/ en portugués europeo, con prègar "predicar", donde la è se pronuncia /ɛ/, o molhada /u/ "mojada" con mòlhada /ɔ/ "bulto". Pero en el portugués brasileño, ambas palabras en cada ejemplo se pronuncian igual, por lo que no se usa el acento grave: pregar /e/ "clavar / predicar", molhada /o/ "húmedo / paquete"; El significado pretendido se infiere del contexto. El acento grave fue finalmente abolido, excepto en un pequeño número de contracciones. 
En otros casos, donde una vocal abierta átona fue el resultado de la elisión de las consonantes c o p antes de c, ç, t, la consonante se mantuvo en la ortografía, para denotar la calidad de la vocal precedente. Por ejemplo, en la palabra intercepção, que se destaca en su última sílaba, la letra p no se pronuncia, pero indica que la segunda e se pronuncia /ɛ/, a diferencia de la segunda e en intercessão, que se pronuncia /ɨ/. Otros ejemplos de palabras donde se dejó una consonante muda para bajar la vocal anterior son objecção y factor. En el portugués brasileño, las vocales en cuestión se pronuncian como cualquier otra vocal átona, y, dado que no hay ambigüedad fonética para deshacer, las palabras simplemente se escriben objeção, fator, etc. 
La ortografía distinguió entre la IE y destacó destacó la IE. En el portugués brasileño, estos diptongos son realmente diferentes, pero en la mayoría de los dialectos del portugués europeo ambos se pronuncian de la misma manera, y éi aparece solo por convención en algunos sustantivos y adjetivos plurales agudos. Esto condujo a ortografías divergentes como idéia (Brasil) e ideia (Portugal). 
La ortografía brasileña tiene a, ê u ô en varias palabras donde la ortografía europea tiene á, é u ó, debido a la pronunciación diferente. Por ejemplo, cf. pensamos, gênero, tônico (Brasil) con pensámos, género, tónico (Portugal). Esto sucede cuando las vocales se enfatizan antes de las consonantes nasales m o n, seguidas de otra vocal, en cuyo caso ambos tipos de vocal pueden aparecer en el portugués europeo, pero el portugués brasileño solo permite vocales cerradas. 

## Cronología de las reformas ortográficas
- 1911 : Primera reforma ortográfica en Portugal.
- 1931 : Acuerdo ortográfico entre Portugal y Brasil. El acuerdo no entró en vigor, pero algunas sus proposiciones (abolición de la s muda en palabras como sciencia, scena, scéptico, etc.; cambio de ortografías como dir-se há y amar-te hei a dir-se-á y amar-te-ei) fueron aceptados por reformas subsiguientes.
- 1937 : La Constitución menciona la primera propuesta de reforma ortográfica en Brasil, pero no se aplica.
- 1943 : La primera reforma ortográfica de Brasil se delinea en el Vocabulário Ortográfico da Língua Portuguesa, por la Academia Brasileña de Letras.
- 1945 : la reforma ortográfica radical en Portugal elimina la diéresis y los acentos circunflejos diferenciales en la mayoría de los pares de homógrafos, como acêrto y acerto, cêrca y cerca, côr y cor, fôra y fora, dêsse y desse, y así sucesivamente. La ortografía de 1945 era escrita como un acuerdo ortográfico entre Portugal y Brasil, pero Brasil no lo adoptó.
- 1946 : La Constitución de Brasil hace oficial la reforma ortográfica de 1943 y exige que todos los libros publicados en el país utilicen la ortografía oficial.
- 1971 : La reforma radical de la ortografía en Brasil elimina la diéresis en hiatos, la mayoría de los circunflejos diferenciales y las marcas de acento en vocales con sílabas secundarias acentuadas en compuestos, como ràpidamente, ùltimamente, cortêsmente, cafèzinho, etc. Esta reforma fue apodada burlonamente como la "Reforma de Remington"[cita requerida], porque redujo drásticamente la cantidad de palabras con acentos (la referencia es a la empresa Remington Rand, que fabricó tanto máquinas de escribir como rifles en Brasil, ya sea porque la reforma facilitó la escritura o porque "ejecutó" una gran cantidad de diacríticos).
- 1973 : Portugal sigue a Brasil en la abolición de los acentos en las sílabas acentuadas secundarias.
- 1986 : Brasil invita a los otros seis países de lengua portuguesa, Angola, Cabo Verde, Guinea-Bissau, Mozambique, Portugal y Santo Tomé y Príncipe, a una reunión en Río de Janeiro para abordar los problemas restantes. Se propone una reforma radical que eliminaría el acento agudo y el acento circunflejo de todas las palabras, excepto en las palabras agudas (como en la ortografía del italiano), pero se abandona después de una recepción negativa por parte de los medios y el público brasileño y portugués.
- 1990 : Se llega a un nuevo acuerdo ortográfico entre Brasil, Portugal y los demás países de habla portuguesa. No tan radical como el intento de 1986, propone un compromiso entre los dos sistemas ortográficos.
- 2009 : la nueva reforma ortográfica de 1990 entra en vigencia en Brasil, en Portugal y en Cabo Verde, cambiando las reglas de uso de mayúsculas y guiones, eliminando completamente la diéresis del idioma (excepto en palabras extranjeras), cambiando los diptongos "éi" y "ói" a "ei" y "oi", respectivamente, en palabras graves que no terminan con una /r/ en coda y la eliminación de las letras mudas como en acção u óptimo, que ahora se escriben ação y ótimo. [1]
- 2015–2016 : finaliza el período de transición en Portugal, Cabo Verde y Brasil, durante el cual coexistieron ambas ortografías.[2] Solo la nueva ortografía es oficial desde mayo de 2015 (Portugal), octubre de 2015 (Cabo Verde) y enero de 2016 (Brazil).

## Acuerdo ortográfico de 1990
En 1990, se llegó a un acuerdo ortográfico entre los países lusohablantes, con la intención de crear una única ortografía común para el portugués. 
Esta reforma ortográfica entró en vigencia en Brasil el 1 de enero de 2009. En Portugal, la reforma fue promulgada por el Presidente el 21 de julio del 2008, permitiendo un período de adaptación de seis años, durante el cual ambas ortografías coexistieron. 
La legalidad de esta decisión es cuestionada, ya que las bases principales del Tratado Internacional que gobierna la aplicación de la nueva reforma ortográfica aún no se han establecido, principalmente el vocabulario común elaborado por todos los países participantes, que aún no existe. Además, la aplicación de los tratados internacionales, según la Convención de Viena, establece que el texto de un tratado no puede modificarse, y este ha sufrido al menos dos revisiones.